# Mel Tjeerdsma
Mel Tjeerdsma (Springfield, 24 maggio 1946) è un allenatore di football americano statunitense in pensione.
Dopo aver giocato per una squadra universitaria statunitense diventa allenatore di squadre di college, ottenendo nel 2011 la panchina della nazionale statunitense.

## Palmarès
- 1 Mondiale (2011)